# Wirnik nośny

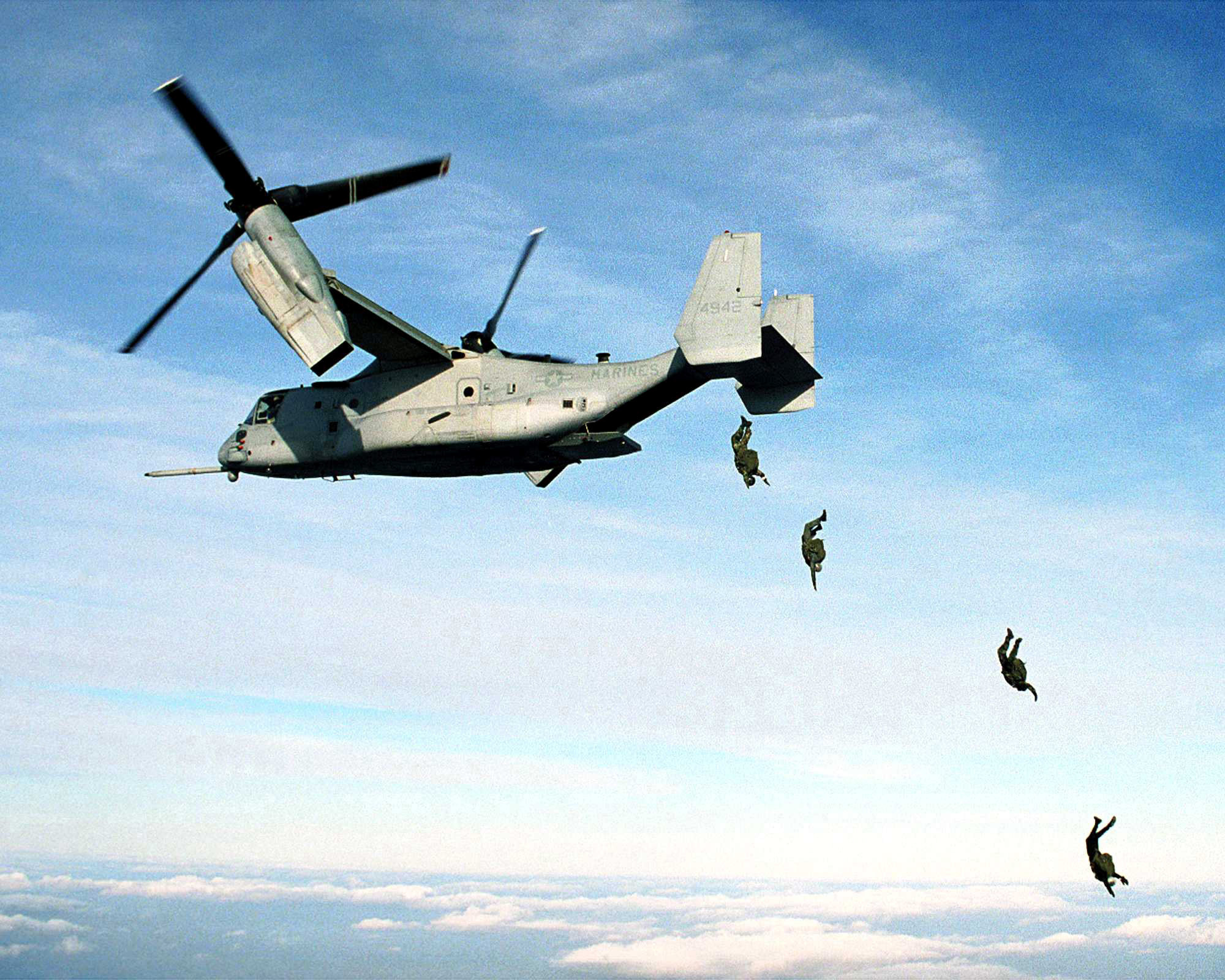
Statek powietrzny z przechylanymi wirnikami nośnymi

Wirnik nośny – zespół konstrukcyjny wiropłatu odpowiedzialny za:
- wytworzenie siły nośnej (podobnie jak skrzydło samolotu),
- nadanie wiropłatowi prędkości postępowej (podobnie jak śmigło),
- wytworzenie momentów sterujących, do sterowania śmigłowcem. (sterowanie).

Wirnik nośny składa się z łopat (metalowych, drewnianych bądź kompozytowych) oraz piasty osadzonej na wale napędowym wirnika nośnego. W śmigłowcach wał napędowy połączony jest poprzez przekładnię główną z silnikiem. W wiatrakowcach wał pełni funkcję łożyskowanej osi obrotu dla wirnika. Sterowanie wirnikiem nośnym umożliwia tarcza sterująca.
Napęd wirnika nośnego stanowi silnik (jeden lub więcej) tłokowy bądź turbinowy o specjalnej konstrukcji. Powstały też śmigłowce, w których napęd wirnika nośnego stanowiły dysze bądź nawet całe silniki odrzutowe umieszczane na końcach łopat wirników. W przypadku konstrukcji o jednym wirniku napędzanym silnikiem poprzez wał napędowy w celu zrównoważenia momentu obrotowego konieczne jest stosowanie śmigła ogonowego.
Wirnik nośny jest podstawowym źródłem drgań i hałasu śmigłowca oraz stanowi zagrożenie dla otoczenia.
Cechą wirników nośnych ze zmiennym kątem natarcia łopat jest możliwość zapewnienia autorotacji, czyli wiatrakowania wirnika w przypadku awarii zespołu napędowego. Do utrzymania obrotów wirnika wykorzystuje się wówczas energię przepływającego przez wirnik powietrza. Energię kinetyczną wirnika, dzięki dużemu momentowi bezwładności i dużej prędkości obrotowej, można wtedy wykorzystać do bezpiecznego wyhamowania wiropłatu przed przyziemieniem.
Śmigłowce najczęściej są budowane w tzw. układzie klasycznym: z jednym wirnikiem nośnym i śmigłem ogonowym. Bywają jednak śmigłowce z dwoma, a w przeszłości nawet z czterema i więcej wirnikami nośnymi (patrz: śmigłowiec).

## Wymagania stawiane wirnikom nośnym
Wymagania aerodynamiczne:
- Duża sprawność wirnika w locie silnikowym i w trakcie autorotacji
- Nieodrywanie się strug powietrza na końcowych odcinkach łopat
- Liczby Macha na końcach łopat mniejsze od wartości krytycznych (0,8–0,85 Ma)
- Minimalne odkształcenia profili łopat podczas lotu
- Małe momenty w przegubach głowicy

Wymagania dotyczące sztywności i trwałości:
- Brak rezonansów i flatteru
- Nieuleganie uszkodzeniom zmęczeniowym
- Brak występowania odkształceń trwałych
- Odpowiednia sztywność łopat na zginanie i skręcanie

Wymagania z zakresu produkcji:
- Prostota wykonania i powtarzalność geometrii
- Zamienność
- Łatwość wyważania.

Ponadto wirnik nośny powinien spełniać założenie lekkości przy jednoczesnym dużym momencie bezwładności wirnika względem osi obrotu koniecznym z uwagi na bezpieczeństwo podczas autorotacji. Wirnik nośny powinien być wyposażony w urządzenia tłumiące drgania i zabezpieczające przed kolizją z innymi częściami śmigłowca.

## Podział
Wirniki nośne możemy podzielić ze względu np. na:
- liczbę łopat,
- sposób sterowania skokiem,
- sposób łączenia łopat wirnika z głowicą.

Podane przykłady kategorii nie wykluczają się nawzajem.
Najważniejszym pod względem konstrukcyjnym jest podział wirników ze względu na sposób łączenia łopat z głowicą. Wyróżniamy wówczas wirniki:
- przegubowe,
- wahliwe,
- bezprzegubowe,
- bezłożyskowe.

## Budowa wirnika nośnego

### Łopata wirnika nośnego
Łopata wirnika nośnego posiada kształt smukłego płata, który obracając się z dużą prędkością wytwarza siłę nośną i umożliwia sterowanie śmigłowcem.
Przekrój łopaty wirnika nośnego ma kształt profilu lotniczego. W początkowym okresie rozwoju wiropłatów na profile łopat wirników nośnych były stosowane profile symetryczne (np. NACA 0012, NACA 0015…). Obecnie, z uwagi na dążenie do uzyskania lepszych osiągów, na długości łopaty stosuje się różne (skręcenie aerodynamiczne), odpowiednio dobrane profile niesymetryczne. Najczęściej – z uwagi na technologię procesu produkcji – łopaty posiadają dwa profile, z których jeden na odcinku od nasady do ok. 0,7 długości promienia.
W rzucie z góry łopaty mają kształt prostokątny, przy czym mogą mieć różne końcówki:
- z eliptyczną owiewką,
- trapezową,
- ze skośnymi krawędziami natarcia i spływu,
- tzw. BERP (British Experimental Rotor Program), np. śmigłowiec Westland Lynx.

Łopata wirnika nośnego posiada także skręcenie geometryczne polegające na tym, że nasada łopaty posiada inny (większy) kąt nastawienia niż jej końcówka.

### Głowica wirnika nośnego
Zadaniem głowicy wirnika nośnego jest przeniesienie, a właściwie zamknięcie w głowicy powstających w wyniku obrotu wirnika sił aerodynamicznych i odśrodkowych.
Budowa i typy głowic
- głowica przegubowa
- głowica huśtawkowa
- głowica bezprzegubowa.

### Wał wirnika nośnego
Wał wirnika nośnego ma postać grubościennej rury łączącej się za pomocą wielowypustu z piastą głowicy wirnika. W przypadku śmigłowców wał napędzany jest przez silnik, którego obroty są redukowane w przekładni głównej.
Wał wirnika w celu uzyskania lekkości jest drążony. Niekiedy wykorzystuje się tę własność w celu przeprowadzenia w środku wału dodatkowych instalacji (np. ogrzewania łopat np. Mi-2, W-3 Sokół, instalacji pomiarowych) lub nawet układu sterowania wirnikiem nośnym (śmigłowce współosiowe np. Ka-35, Ka-52, bezzałogowy Gyrodyne QH-50, niektóre śmigłowce w układzie klasycznym, np. Estrom 480).

## Aerodynamika wirnika

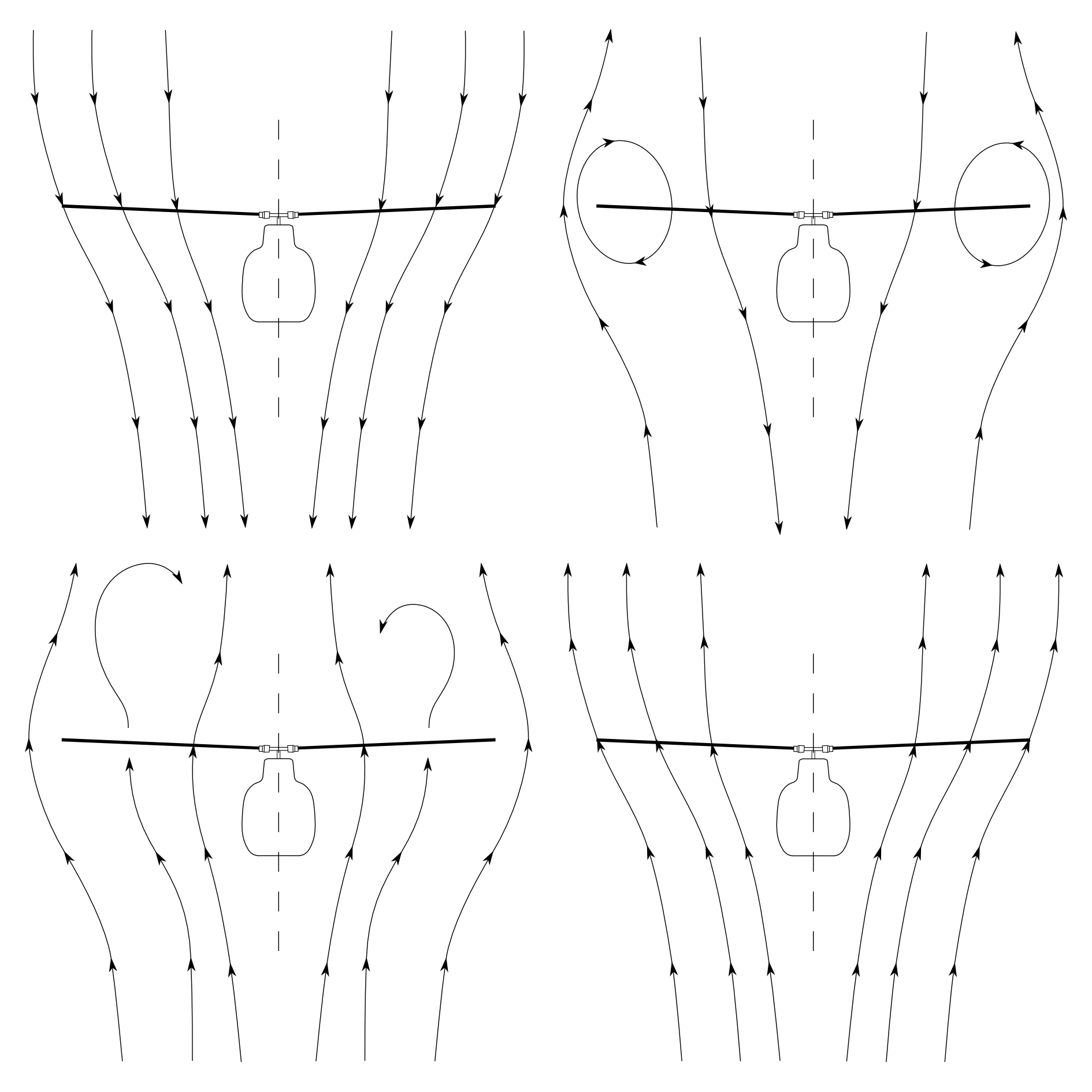
Stany pracy wirnika nośnego

Głównym zadaniem wirnika nośnego jest wytworzenie siły nośnej. Obliczając siły aerodynamiczne wytwarzane przez pojedynczą łopatę w pierwszym przybliżeniu można korzystać ze wzorów znanych w aerodynamice samolotów traktując łopatę jako wirujący płat.
W rzeczywistości rozkład prędkości i wyznaczanie obciążeń łopaty jest o wiele bardziej skomplikowane, niż skrzydła samolotu.

### Azymut łopaty
Kątem azymutu {\displaystyle \psi } łopaty nazywamy kąt mierzony zgodnie z kierunkiem obrotu wirnika od położenia łopaty, w którym zajmuje ona skrajne tylne położenie, czyli pokrywa się z belką ogonową {\displaystyle (\psi =0^{\circ }).} Łopatą nacierającą nazywamy łopatę znajdującą się na azymucie {\displaystyle \psi } = 0°–180°, zaś łopatą powracającą – łopatę na azymucie {\displaystyle \psi } = 180°–360°.

### Rozkład prędkości na wirniku
- zawis
- lot śmigłowca.

Podczas lotu (w dowolnym kierunku) do prędkości powietrza wynikającej tylko z obrotu wirnika dodaje się wektorowo prędkość lotu śmigłowca. Stąd na łopacie nacierającej prędkość napływającego powietrza jest większa od prędkości powietrza na łopacie powracającej.

## Liczby opisujące wirnik
Powszechnie opisuje się wirnik podając liczbę łopat oraz promień wirnika. Czasem podaje się także cięciwę lub oznaczenie profilu (co pozwala na jednoznaczne określenie geometrii profilu) oraz prędkość obrotową {\displaystyle \omega .}
W celu porównywania różnych obiektów (nie tylko wirników, ale np. całych samolotów, samochodów i innych) wprowadza się bezwymiarowe liczby podobieństwa (np. liczba Reynoldsa, liczba Strouchala …) oraz współczynniki (np. tarcia, siły nośnej...).
Najważniejszą liczbą bezwymiarową dla wirników nośnych jest liczba Locka wyrażona wzorem:
{\displaystyle \gamma ={\frac {\rho acR^{4}}{I_{y}}},}
gdzie:
{\displaystyle \gamma } – liczba Locka,
{\displaystyle \rho } – gęstość powietrza (1,4 kg/m³),
{\displaystyle a} – współczynnik nachylenia, pochodna współczynnika siły nośnej względem kąta natarcia, nazywany gradientem siły nośnej,
{\displaystyle c} – cięciwa profilu łopaty wirnika,
{\displaystyle R} – promień łopaty wirnika nośnego,
{\displaystyle I_{y}} – moment bezwładności łopaty względem przegubu poziomego (wahań).
Wyraża ona podobieństwo ruchów łopaty jako ciała sztywnego, wykonującej wahania względem przegubu poziomego. Liczbę Locka wykorzystuje przy porównywaniu osiągów i charakterystyk dynamicznych wirników rzeczywistych śmigłowców różnych klas masowych oraz do porównywania tunelowych modeli wirników z wirnikami rzeczywistymi.
Do opisania wirnika nośnego używa się także współczynnika wypełnienia:
{\displaystyle \sigma ={\frac {nc}{\pi R}},}
gdzie {\displaystyle n} to liczba łopat wirnika nośnego.
Współczynnik wypełnienia określa stosunek łącznej powierzchni łopat do powierzchni tarczy wirnika.
Przy opisie aerodynamiki wirnika występuje współczynnik prędkości:
{\displaystyle \nu ={\frac {V}{\Omega R}}.}
Współczynnik prędkości jest stosunkiem prędkości napływającego powietrza {\displaystyle V} do prędkości liniowej końców łopat.
Dla konstruktora ważne są także:
- Kąt stożka – kąt określający umowny stożek tworzony poprzez wirujące łopaty wirnika. Podstawa tego stożka nazywana jest płaszczyzną wirowania.
- Kąt wyprzedzenia sterowania – służy do prawidłowego sprzężenia ruchów drążka z wychyleniami tarczy sterującej wirnika nośnego. Kąt wyprzedzenia powoduje takie nastawienie kąta natarcia łopaty, że kąt natarcia np. osiąga wartość minimalną na azymucie {\displaystyle \psi =90^{\circ }.} Zazwyczaj kąt wyprzedzenia sterowania zawiera się w granicach 60°–70°.